# Stepan Tschernowezkyj

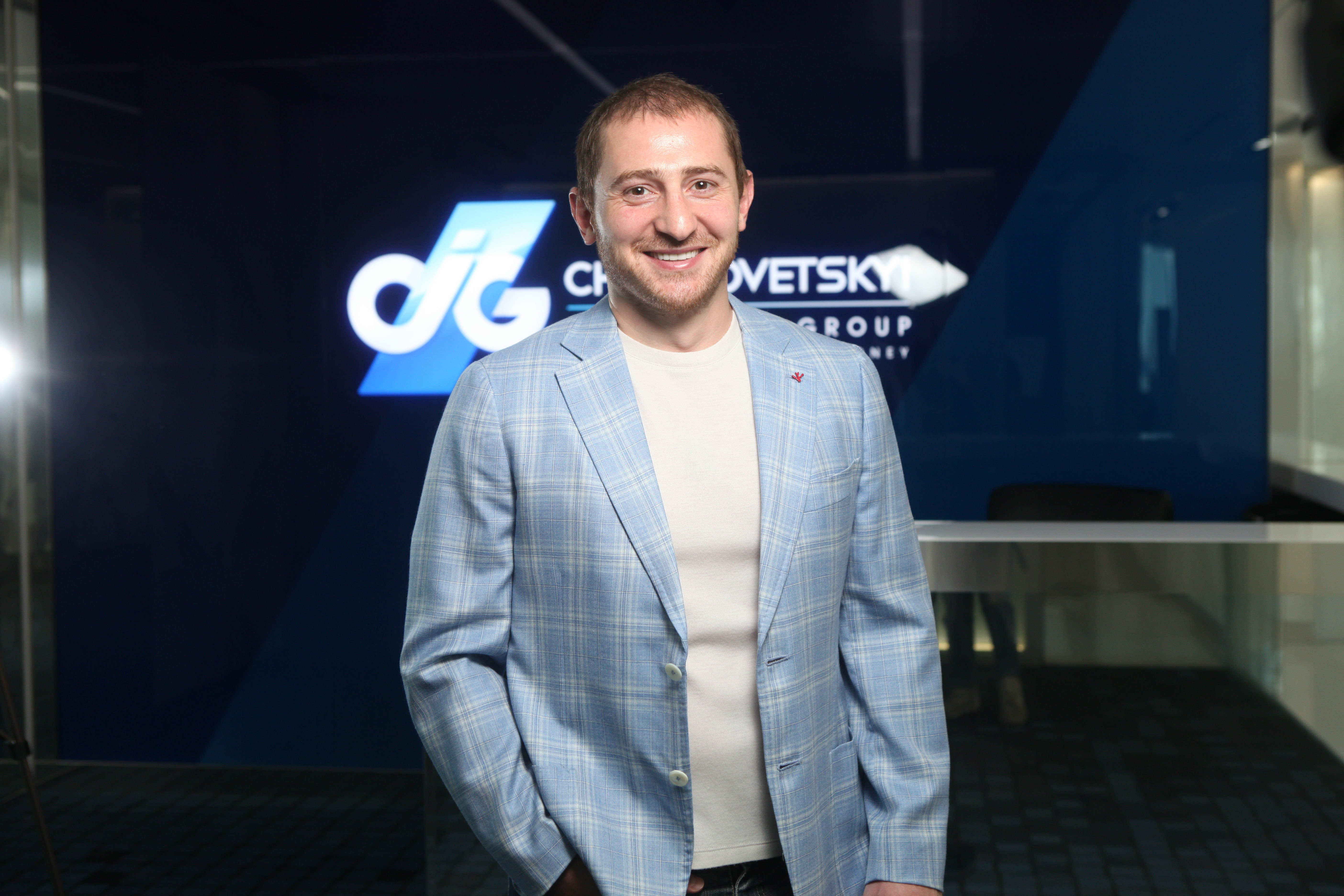
Stepan Leonidowytsch Tschernowezkyj

Stepan Leonidowytsch Tschernowezkyj (ukrainisch Степан Леонідович Черновецький, auch als Stepan Leonidowych Chernovetskyi transkribiert; * 28. Oktober 1978 in Tiflis, Georgien) ist ein ukrainischer Unternehmer, Investor und Gründer der Chernovetskyi Investment Group (CIG).

## Leben
Im Jahr 2003 schloss er das Studium an der Nationalen Taras-Schewtschenko-Universität in Kiew als Diplom-Jurist ab.

## Tätigkeit in der Finanzwirtschaft
Von 1997 bis 2006 arbeitete Stepan Tschernowezkyj in der ukrainischen „PRAVEX BANK“, die von seinem Vater, Leonid Tschernowezkyj, gegründet wurde. Unter anderem war er Kundenmanager, dann leitete verschiedene Abteilungen der Bank, später wurde er Obervizepräsident.
Im Mai 2006 wurde er Vorsitzender des Aufsichtsrates der „PRAVEX BANK“.
Als die Anteilsinhaber 2007 beschlossen, die „PRAVEX BANK“ zu verkaufen, hat Stepan Tschernowezkyj selbst die Verhandlungen mit der italienischen Bankgruppe Intesa Sanpaolo geführt. Im Februar 2008 wurde ein Vertrag über den Verkauf der Bank für 750 Mio. USD geschlossen, und zu diesem Zeitpunkt war es einer der größten Verträge dieser Art in der Region.
Anfang 2021 wurde Stepan Tschernowezkyj Eigentümer eines Unternehmens, das den Bau von drei Wohnkomplexen in Kiew finanzierte – Vermögensverwaltungsgesellschaft „Valprim“.

## Chernovetskyi Investment Group (CIG)
Stepan Tschernowezkyj ist der Inhaber und Präsident von Chernovetskyi Investment Group (CIG), das 2013 gegründet wurde und sich mit Investitionen in IT-Projekte befasst, und zwar im Onlinehandel, Gesundheitswesen, Agrarsektor und in der Infrastruktur. Mit Stand zum September 2018 war CIG eines der größten Investitionsunternehmen in Osteuropa mit dem Investitionspotential von mehr als 100 Mio. USD. „Ziel von CIG ist es, zur Schaffung der technologischen Welt beizutragen. Wir suchen nach neuen Projekten, die die Situation in den Bereichen Infrastruktur, Gesundheitswesen und Landwirtschaft erheblich verändern können. Wir suchen Menschen, die bereit sind, an Projekten zu arbeiten, die unser Leben verändern“, sagt Stepan Tschernowezkyj. Laut Tschernowezkyj werden die Möglichkeiten, die die Ukraine im Technologiesektor bietet, unterschätzt. Das Unternehmen hat bereits über 30 Projekte in sieben Ländern umgesetzt. Das Portfolio des Fonds umfasst die ukrainischen IT-Unternehmen Doc.ua, Softcube und Zakaz.ua. Im Jahre 2017 hat CIG ins Unternehmen InnerChef (Indien) für Lieferung von Fertiggerichten und in Kray Technologies (Ukraine) für Herstellung von Industriedrohnen für Agrarunternehmen investiert.
Ein wesentlicher Teil der Investitionen von CIG konzentriert sich auf die Ukraine. Tschernowezkyj erklärt seine Hingabe zum sogenannten “IT-Patriotismus”: „Mein Fonds und ich tragen zur Entwicklung des IT- und Technologiesektors in der Ukraine bei. Ich möchte, dass die besten ukrainischen Talente in der Ukraine bleiben, ihre Ideen in Unternehmen umwandeln und sie von der Ukraine aus verwalten”. Im Forbes Ukraine-Ranking „10 Venture Capital Funds“ belegt CIG mit einem Fondsvolumen von 100 Millionen US-Dollar den 9. Platz.
Stepan Tschernowezkyj gehört zu den 20 reichsten Ukrainern der Forbes-Ukraine im Jahr 2022 und belegt mit einem geschätzten Vermögen von 350 Millionen US-Dollar den 18. Platz. Unter den 100 reichsten Ukrainern 2021, die von Novoe Vremya veröffentlicht wurden, belegt er mit einem geschätzten Vermögen von 346 Millionen US-Dollar den 32. Platz.
Das Korrespondent-Magazin schätzte das Vermögen von Stepan Tschernowezkyj in seinem Ranking The Wealthiest 2021 auf 132 Millionen US-Dollar.
Im Jahr 2021 belegte Tschernowezkyj in den „Top 100 Wealthiest Businessmen“ von Forbes Ukraine den 13. Platz mit einem geschätzten Vermögen von 545 Millionen US-Dollar.

## Soziale Projekte
Im Jahr 2017 hat CIG das Bildungsstipendienprogramm CIG R&D Lab ins Leben gerufen, um innovative Projekte von Studenten und jungen Wissenschaftlern umzusetzen. Im Studienjahr 2017–2018 wurde gemeinsam mit der Odessa Polytechnic University (ONPU) eine Pilotphase des Programms durchgeführt. Im August 2018 unterzeichnete CIG eine Kooperationsvereinbarung mit der Nationalen Technischen Universität „Polytechnisches Institut Charkiw“, und im September 2019 – mit der Nationalen Polytechnischen Universität Lwiw.
Im Januar 2018 unterzeichneten die Kyiv School of Economics und CIG eine Partnerschaftsvereinbarung für Entwicklung und Forschung im Bereich IT und Wirtschaft für das Projekt “Development of ProZorro.Sales”. Im Rahmen der Partnerschaft hat die CIG finanzielle Unterstützung in Höhe von 100.000 US-Dollar bereitgestellt. Die Voraussetzung ist, dass CIG nicht am Projekt teilnimmt.

## Wohltätigkeit
Tschernowezkyj ist Sponsor sozialer Projekte innerhalb des Tschernowezkyj Charity Fund, der Projekte hauptsächlich in Georgien umsetzt. Tschernowezkyj beteiligte sich an der Arbeit des Fonds „Social Partnership“, der bis zum 1. Januar 2017 tätig war.

## Politik
Zwischen 2008 und 2009 war Tschernowezkyj als Mitglied der Fraktion „Block von Leonid Tschernowezkyj“ Abgeordneter des Stadtrates von Kiew. Er hat seine Abgeordnetentätigkeiten vorfristig niedergelegt. Mit Stand September 2018 hat Stepan Tschernowezkyj keiner politischen Partei angehört.

## „Spanischer Fall“
Im Juli 2016 wurde Stepan Tschernowezkyj von der spanischen Polizei im Rahmen der Sonderoperation zur Bekämpfung der Finanzverbrechen „Variola“ festgenommen. Alle elf festgenommenen Personen wurden der Geldwäsche in Höhe von 10 Mio. Euro beschuldigt.
Im August 2016 hat das Berufungsgericht in Barcelona Stepan Tschernowezkyj aufgrund der nicht detaillierten Beweise im Festnahmeprotokoll aus der Haft entlassen.
Im Oktober 2019 wurde das Kriminalverfahren (Ermittlungsverfahren) gegen Stepan Tschernowezkyj vom Gericht in Barcelona abgeschlossen, nachdem das Gericht den rechtmäßigen Ursprung der Investitionen in Spanien und mangelnde Beweise für ein Strafverfahren festgestellt hat.
In den spanischen Medien wurde mitgeteilt, dass das Verfahren gegen Stepan Tschernowezkyj teilweise aufgrund der Gutachten über die Herkunft des Geldes abgeschlossen wurde.
Die Staatsanwaltschaft legte gegen die Entscheidung des Gerichts von Barcelona vom 30. Oktober 2019 Berufung ein, mit der das Strafverfahren (Voruntersuchung) gegen Stepan Tschernowezkyj abgeschlossen wurde.
Am 1. Juli 2020 lehnte das Berufungsgericht von Barcelona die Berufung des Staatsanwalts ab und bestätigte die Entscheidung des Gerichts von Barcelona vom 30. Oktober 2019.
Das Berufungsgericht von Barcelona bestätigte den rechtmäßigen Ursprung der von Stepan Tschernowezkyj in Spanien getätigten Investitionen.
In seiner Entscheidung stellte das Gericht fest, dass es keine Hinweise auf einen Zusammenhang zwischen den investierten Mitteln und Straftaten gibt.

## Sport
Stepan Tschernowezkyj leitet das Promotionsunternehmen „Elite Boxing Promotion“, das sich mit der Organisation von Boxturnieren und der Boxentwicklung in der Ukraine befasst. Das Unternehmen ist seit 2005 tätig und hat 217 Einzelkämpfe durchgeführt, davon 21 Titelkämpfe. Der führende Boxer von „Elite Boxing Promotion“, Viktor Postol, ist ehemaliger Weltmeister der WBC im Halbweltergewicht.

## Hobbys
Tschernowezkyj liebt Sport (Fußball, Laufen, Boxen) und Gaming.

## Familie und Privates
Tschernowezkyjs Vater Leonid Tschernowezkyj ist ein ukrainischer Politiker und Unternehmer, seine Mutter Alina Aivazova ist Unternehmerin.
Tschernowezkyj ist verheiratet und hat fünf Kinder.